# بلک ریور (گوگبیک کانتی)
بلک ریور (گوگبیک کانتی)  (به انگلیسی: Black River (Gogebic County)) رودخانه‌ای است که در ایالات متحده آمریکا جریان دارد.